# Thorsten Kinhöfer
Thorsten Kinhöfer (Wanne-Eickel, 27 giugno 1968) è un ex arbitro di calcio tedesco.

## Carriera
Dopo il classico iter nei campionati minori tedeschi, raggiunge la 2.Bundesliga nel 1997 e la massima divisione nel 2001. Il 1º gennaio 2006 riceve la nomina FIFA.
Il 1º marzo 2006 fa il suo esordio da internazionale in una gara tra nazionali maggiori nella partita amichevole tra USA e Polonia, terminata 1-0.
Ha diretto diverse partite in varie edizioni della Coppa UEFA, l'attuale Europa League, non andando comunque oltre la fase a gironi di questa competizione.
Il 31 dicembre 2013 viene rimosso dalle liste internazionali per sopraggiunti limiti di età (45 anni).